# Arguin

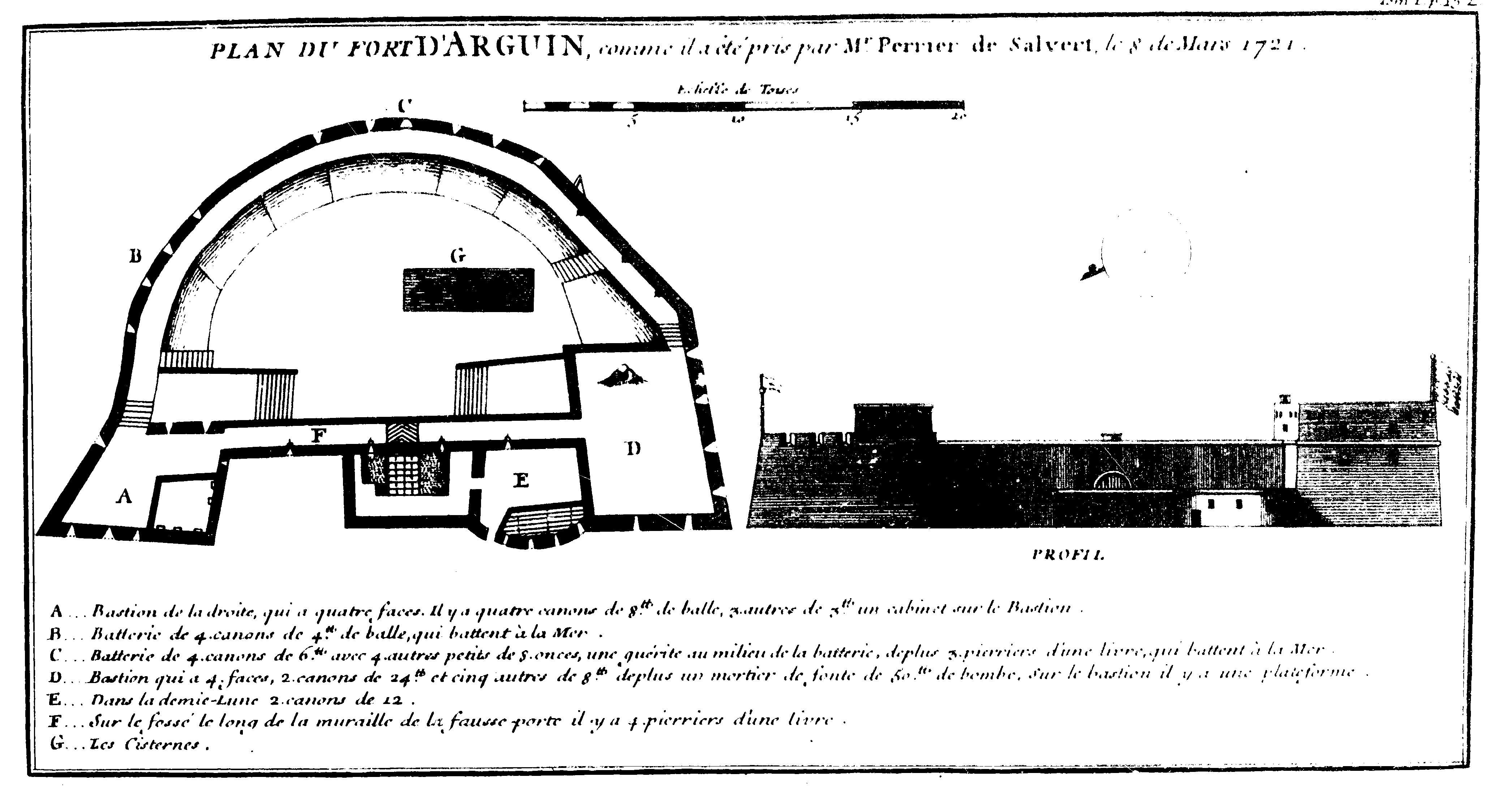
Mapka Arguinu (1721)

Arguin (portugalsky Arguim) je ostrov u západního pobřeží Mauritánie v Arguinském zálivu. Má rozlohu 20 km², je široký je 2,6 km a dlouhý 8 km. Je obklopen vysokými a nebezpečným útesy.
Nyní je součástí národního parku Banc d'Arguin.

## Historie
V koloniálních dobách ostrov často měnil majitele. Prvním Evropanem, který navštívil ostrov byl portugalský mořeplavec Nuňo Tristão v roce 1443. Princ Jindřich Mořeplavec ustanovil na ostrově obchodní stanici, která dodávala do Portugalska náklady arabské gumy a otroků. Od roku 1455 bylo každý rok posláno do Portugalska na 800 otroků.
V roce 1633 během Osmdesátileté války proti Španělsku (které bylo v té době v Iberské unii s Portugalskem), byl ostrov dobyt Holanďany. Zůstal pod nizozemskou nadvládou do roku 1678 (s krátkou přestávkou v roce 1665 kdy patřil Británii). Francie ovládla ostrov v září 1678, ale do roku 1685 byl opuštěn. Dlouhodobé evropské osídlení bylo problematické pro sucho a špatné podmínky ke kotvení lodí.
Arguin byl kolonií Braniborsko-Pruskou mezi lety 1685 a 1721. Poté převzali moc nad ostrovem Francouzi, následující rok je ovšem vystřídalo Nizozemsko. Roku 1724 jej opět získala Francie, ta jej držela další čtyři roky, ale roku 1728 ztratila svůj vliv ve prospěch domorodého obyvatelstva. Ostrov byl zahrnut do francouzské kolonie Mauritánie. Po osamostatnění Mauritánie roku 1960 zůstal pod její správou. Je součástí národního parku Banc d'Arguin National Park.